# Assassinats de Rieseberg
 (mars 2018).
Le nom d’assassinats de Rieseberg désigne le crime commis par les nationaux-socialistes peu après leur prise de pouvoir en 1933, et par lequel onze hommes furent assassinés par des membres de la SS le 4 juillet 1933 à proximité de la petite localité de Rieseberg, située près de Königslutter sur l’Elm, à quelque 30 km à l’est de la ville de Brunswick, dans l'État libre de Brunswick.
Dès cette même année 1933, ce crime eut un retentissement international grâce à une publication de Hans Reinowski, intitulée Terreur à Brunswick, parue simultanément en langues allemande, anglaise et française.

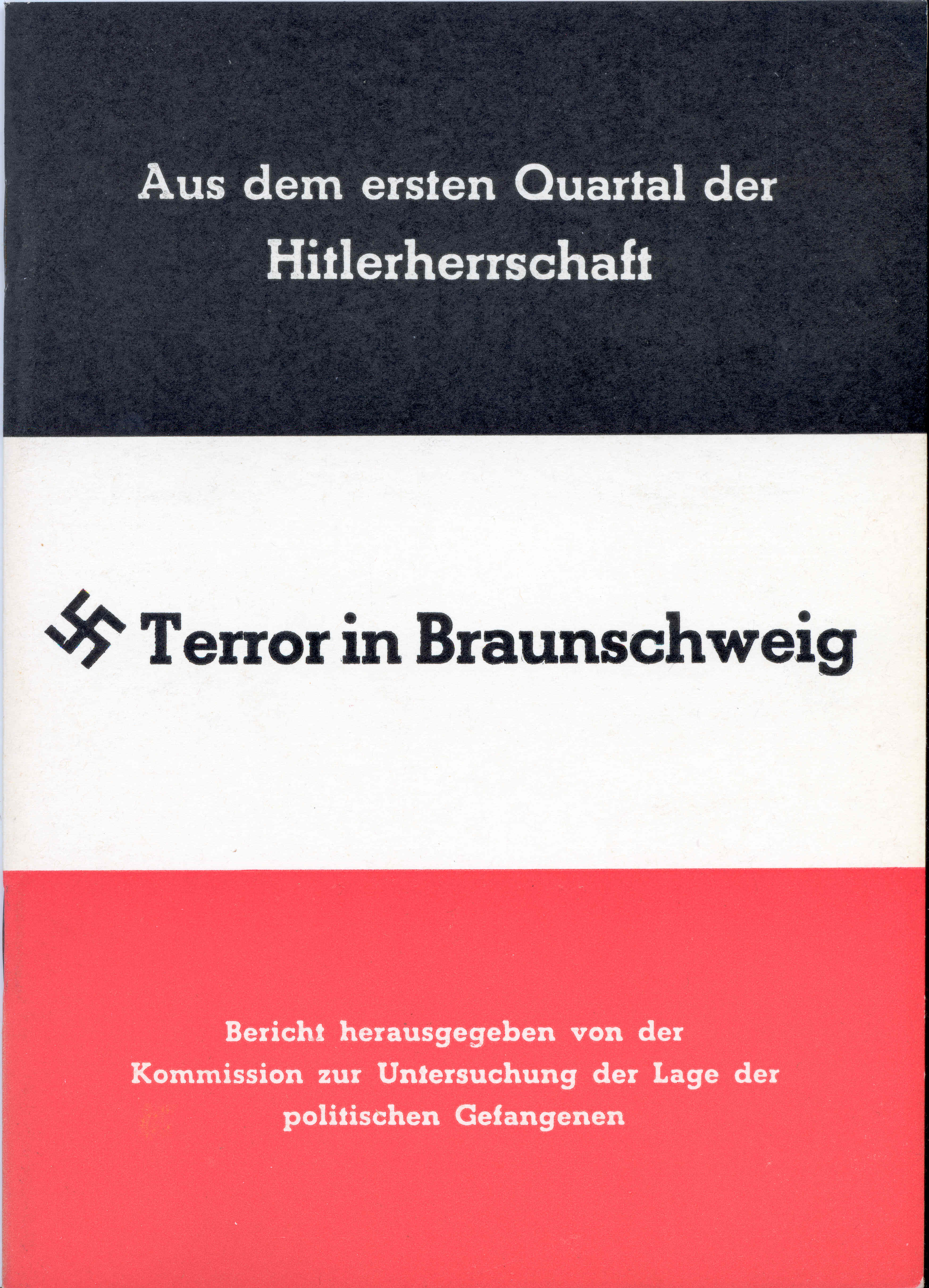
Terreur à Brunswick de Hans Reinowski, ouvrage de 1933.

## Mise en contexte
Peu de temps après que les nationaux-socialistes se furent emparés du pouvoir en Allemagne le 30 janvier 1933, il se produisit à Brunswick et dans l’État libre de Brunswick, comme dans de nombreuses régions d’Allemagne, des agressions contre les syndicalistes, les organisations catholiques de jeunesse, le Parti communiste d'Allemagne KPD, le Parti social-démocrate d'Allemagne SPD, etc., commises par des membres du parti nazi NSDAP et d’organisations affiliées ou proches, comme les SA, les SS, ou les Stahlhelm, Bund der Frontsoldaten (association d’anciens combattants de la Première Guerre mondiale).
À Brunswick, le jeudi 29 juin 1933, des hommes du SA et de la SS, habillés en civil, s’en prirent à des opposants politiques. Le motif initial était la recherche de personnes ayant distribué des tracts illégaux peu de temps auparavant. Au cours de l'investigation, deux escouades SS se prenant l’une l’autre pour les personnes recherchées, eurent un accrochage à un carrefour du quartier ouvrier Eichtal à Brunswick et ouvrirent le feu l’une sur l’autre. Le SS Gerhard Landmann fut atteint mortellement au cours de l'accrochage. Cette version des faits fut confirmée en 1950 au cours du procès de l'affaire à l’encontre du SA Gattermann ; celui-ci, arrivé sur les lieux peu après la mort de Landmann, défendit, après avoir lui-même examiné l’emplacement et les circonstances des faits, la version selon laquelle des tirs amis avaient été cause de la mort de Landmann. Du reste, pour avoir affirmé cela, il fut réprimandé par le chef de la police de Brunswick et général SS (SS-Obergruppenführer) Friedrich Jeckeln, lequel s’était également rendu sur les lieux peu après l’incident.

## Les «coupables»

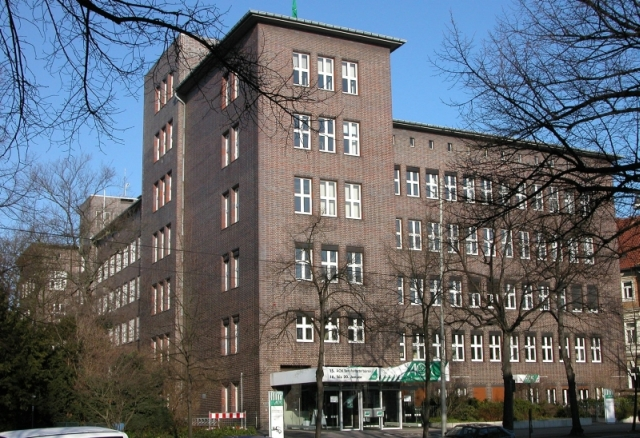
Le bâtiment à Brunswick, auparavant occupé par la mutuelle AOK, et utilisé en 1933 par la police supplétive comme lieu de « détention de sûreté » (Schutzhaft).

Cependant, peu après l’incident, plusieurs personnes ou groupes de personnes, tels que p.ex. un brigadier-chef de la police de Brunswick, laquelle fut dépêchée sur les lieux, et Gattermann, chargé par Jeckeln d’enquêter sur l’affaire, tentèrent encore de reconstituer l’incident en accord avec les faits. Gattermann, après avoir entendu plusieurs hommes de la SS, parvint à la conclusion que le tireur ne pouvait se trouver que dans les rangs mêmes des SS. Ce fut également la conclusion d’un chef SS, par ailleurs secrétaire privé du ministre-président et ministre de l’Intérieur de Brunswick Dietrich Klagges, à la suite d’une enquête personnelle qu’il avait conduite, ainsi que d’un autre SS, qui transmit son rapport à Friedrich Jeckeln, qui à son tour le communiqua à Klagges.
Nonobstant ces données sans équivoque, Jeckeln et Klagges résolurent, contre toute évidence, d’imputer cet acte aux communistes, de maquiller les circonstances réelles de cette mort, et d’exploiter l’incident au bénéfice des objectifs politiques des nationaux-socialistes. Une procédure d’enquête officielle ne fut jamais engagée, et l’on s’employa activement à entraver toute tentative en ce sens. Par voie de la presse locale ainsi que par la propagande orale, l’on entreprit aussitôt d’en attribuer la culpabilité aux communistes.

## La «vague Landmann»
Le commissaire de police de Berlin, le comte Wolf-Heinrich von Helldorf, avait un jour émis ce mot d’ordre : pour chaque national-socialiste tué auront à mourir dix marxistes. C’est, semble-t-il, dans l’esprit de cette maxime que l’on voulait procéder à Brunswick : immédiatement après la mort de Landmann fut lancée par Jeckeln une action de grande envergure visant à persécuter des adversaires politiques en usant du prétexte de suivre les traces des assassins fugitifs du SS. Cette opération, nommée « vague Landmann » (Landmann-Welle), du nom du décédé, ne se limita pas à la ville de Brunswick, mais s’étendit sur tout l’État libre alentour.
Plusieurs centaines de personnes, les suspects habituels des nationaux-socialistes, furent ainsi arrêtées et conduites dans un immeuble qui avait naguère appartenu à la mutuelle AOK, puis avait été occupé par les SA, et converti pour l’occasion en prison de « détention de sûreté » (Schutzhaft) ; certains des détenus y furent torturés pendant plusieurs jours, afin de leur extorquer des renseignements ou des aveux. Parmi eux figurait l’employé Alfred Staats, âgé de 20 ans et membre du parti communiste allemand KPD, torturé tant et si bien qu’il finit par avouer avoir assassiné Landmann. À la suite de cet « aveu » extorqué, Jeckeln envisagea tout d’abord de faire pendre publiquement Staats sur le Nussberg (butte à la lisière de la ville de Brunswick) le jour même de l’enterrement de Landmann ― enterrement qui fut mis en scène avec force pathos par la NSDAP de sorte à en faire un événement politique de première grandeur. Cependant Klagges rejeta cette idée. Alors Jeckeln, de sa propre initiative, donna l’ordre de sélectionner, dans l’immeuble de l’AOK, d’autres détenus susceptibles de servir, conjointement avec Staats, à poser un exemple.

## Les assassinats

### Le lieu du crime
Jeckeln choisit, pour emplacement de ces exécutions exemplaires, le domaine Pappelhof, près du village de Rieseberg (municipalité de Königslutter), à quelque 30 km à l’est de Brunswick. Jusqu’au 2 mai 1933, date à laquelle les nationaux-socialistes confisquèrent l’ensemble des biens des syndicats pour les mettre au service de leurs objectifs politiques, le domaine de Pappelhof, qui se situe à l’écart de la localité, dans la lande de Rieseberg, avait été la propriété d’un syndicat et avait fait office de séjour de vacances pour enfants d’ouvriers.
Le 4 juillet, les prisonniers furent emmenés en camion au Pappelhof. Un témoignage de 1950 indique que l’après-midi de ce même jour ne se trouvaient dans le domaine, outre les prisonniers, que les deux SS Meyer et Adler, ainsi que le couple de concierges et leur fille.
Selon la déposition du couple, les prisonniers furent, plusieurs heures durant, maltraités de la pire manière par les deux SS. Finalement, vers 23 heures, on vit pénétrer dans le domaine une automobile, dont descendirent quatre à cinq personnes, qui entreprirent sans délai d’exécuter les prisonniers. Quelques jours plus tard, les corps furent ensevelis à la hâte au cimetière de Rieseberg, dans des tombes sans identification.

### Les victimes
Il s'agissait de :

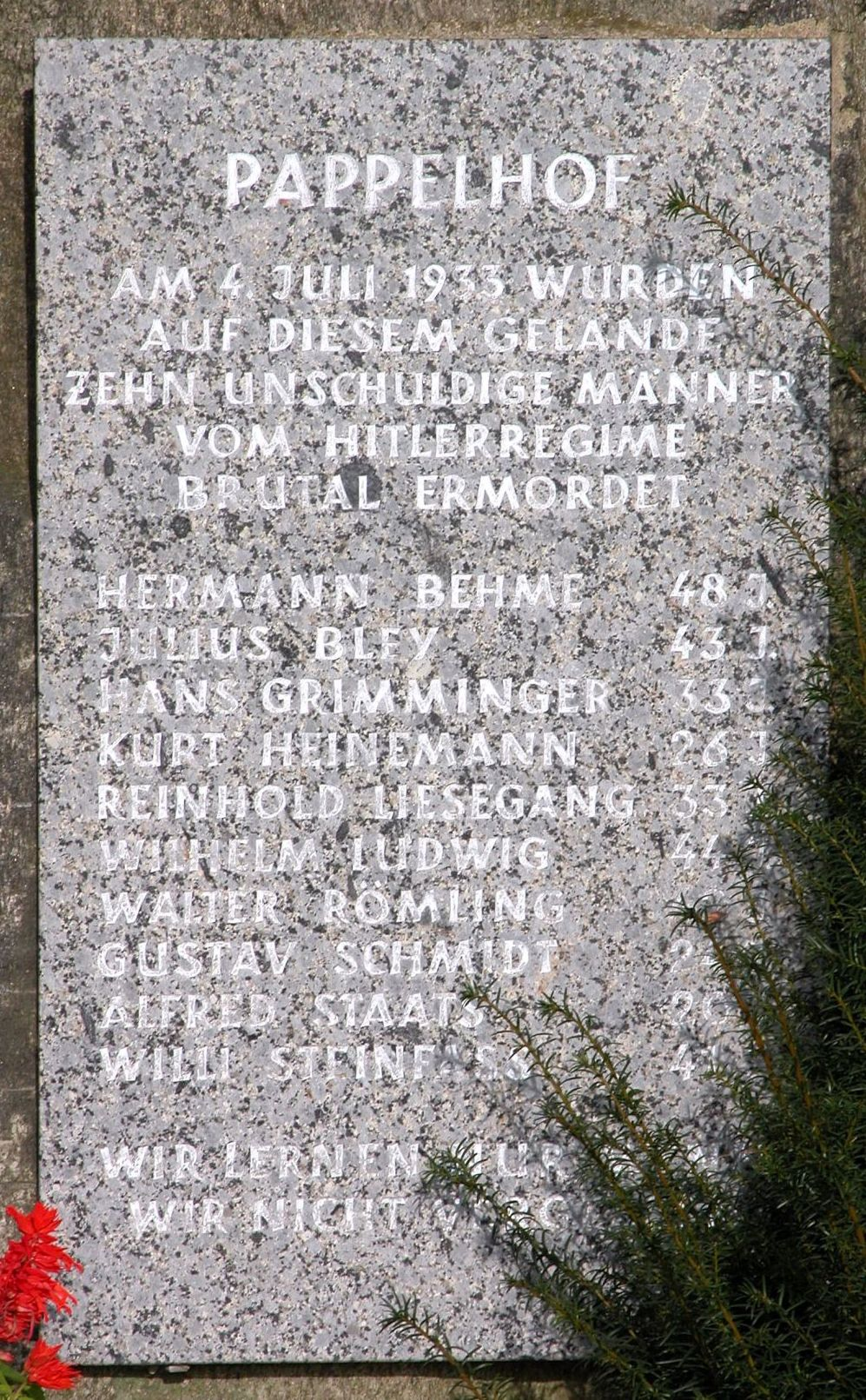
Plaque commémorative en hommage aux dix victimes

- Hermann Behme (né en 1884 dans les environs de Salzgitter), tourneur, membre de la ligue Spartakus et du KPD, employé de la firme MIAG à Brunswick, où il était président du conseil d’entreprise ;
- Julius Bley (né en 1890 à  Cologne), ouvrier d’imprimerie et membre du KPD ;
- Hans Grimminger (né en 1899 à Brunswick), mécanicien à la MIAG, membre du KPD ;
- Kurt Heinemann (né en 1906 à Echternach, Luxembourg), tailleur à Schöningen, membre du KPD et juif ;
- Reinhold Liesegang (né en 1900 à Güsten), soudeur chez Voigtländer (fabricant de matériel photographique), syndicaliste et membre du KPD ;
- Wilhelm Ludwig (né en 1888 à Brunswick), cheminot et membre du KPD ;
- Walter Römling (né à Brunswick), ouvrier à la MIAG (où il siégeait au conseil d’entreprise), tour à tour membre du SPD, de la ligue spartakiste et du KPD ;
- Gustav Schmidt (né en 1908 à Holzwickede, dans la Ruhr), étudiant à Brunswick et membre du mouvement des étudiants socialistes ;
- Alfred Staats (né le 20 novembre 1912 à Brunswick), employé de bureau et membre du KPD ;
- Willi Steinfass (né en 1892 à Brunswick), ouvrier non qualifié travaillant à la MIAG, membre du KPD.

Au moment d’exhumer les corps des victimes en 1953, vingt ans après les assassinats, l’on découvrit un onzième corps, dont on ignorait l'existence, et dont l’identité n’a à ce jour pu être établie avec certitude.

## Tentatives avortées de camouflage
À l’intention de l’opinion publique, qui, durant les journées suivant la mort de Lanzmann, avait déjà été influencée idéologiquement dans le sens du parti sous l’effet de la propagande nazie et d’articles de journaux dans la presse manipulée par les nationaux-socialistes, il fut alors suggéré que la mort des « détenus de sûreté » était le fait d’« inconnus », désireux de venger la mort du SS. Néanmoins, en raison du nombre élevé de personnes impliquées et des nombreux témoins, non seulement à Rieseberg même, mais aussi à Brunswick et à d’autres endroits, l’on ne put empêcher, peu de temps après le 4 juillet 1933, des rumeurs de circuler sur les circonstances réelles des assassinats, et il apparut bientôt impossible d’occulter ou de falsifier le déroulement réel des événements.
Gattermann déclara en 1950 que Jeckeln arriva à Pappelhof peu près minuit, c’est-à-dire le 5 juillet. Il fut suivi peu de temps après par la police criminelle de Brunswick, qui désirait enquêter sur l’« attaque armée » et le décuple meurtre qui lui avaient été signalés par la SS. Enfin arriva sur les lieux également le procureur Rasche de Brunswick. Bien que le tribunal d’instance de Königslutter ainsi qu’un inspecteur judiciaire eussent dressé procès-verbal et que la police criminelle eût commencé son travail sur le lieu des faits, le procureur Rasche fit en sorte que le parquet de Brunswick ne reçut aucune lettre officielle et, par conséquent, n’engagea aucune action. Le procès à l’encontre du ministre-président Dietrich Klagges, tenu à Brunswick en 1950, mit au jour que celui-ci de même avait aidé à contrecarrer les poursuites contre les auteurs du crime.

## Brimades contre les familles des victimes
Le 24 juillet, le KPD diffusa à Brunswick un tract dans lequel étaient dénoncés les assassinats de Rieseberg. Cependant, à ce moment, il n’était pas connu encore, même des communistes, quelles personnes faisaient partie des victimes. Il avait été supposé tout d’abord que figurait parmi elles l’ancien ministre-président de l’État libre de Brunswick, Heinrich Jasper, qui était depuis la prise de pouvoir par les nazis sujet à de graves menaces (il fut du reste assassiné peu avant la fin de la guerre, le 19 février 1945, au camp de concentration de Bergen-Belsen). Le 4 août, surgit un nouveau tract du KPD, dans lequel furent révélés les noms de quatre des dix victimes.
Les familles ne furent avisées du séjour et du sort des victimes que quelques semaines après le crime, début août, par voie d’une lapidaire communication officielle. Le texte, invariablement le même, était libellé comme suit:

« Nous vous faisons part de ce que votre mari a trouvé la mort sur le domaine Pappelhof lors d’une attaque armée. Afin de prévenir toute suite fâcheuse, l’inhumation a eu lieu à Rieseberg. »

Toutefois, il fut impossible de maquiller le crime, et a fortiori de le dissimuler, au contraire : il ressort nettement du rapport de la « Commission d’enquête sur la situation des prisonniers politiques », publié fin 1933 non seulement en langue allemande, mais aussi en langues anglaise et française, que les faits avaient été rapidement et largement connus du public. Ainsi, l’on admettait, dès cette époque, que Landmann avait été abattu par ses propres compagnons de la SS, que ce fût intentionnellement ou par mégarde, et que les nationaux-socialistes avaient tenu à saisir l’occasion au vol pour régler les comptes de l’opposition politique ― en l’espèce le KPD et le SPD ― et de la discréditer. L’on savait d’autre part que les corps avaient été enfouis à la hâte au cimetière de Rieseberg.
Par la suite, les familles des victimes se virent soumises à de fortes pressions. L’accès au cimetière était tout d’abord interdit aux proches des assassinés. Ce n’est que plus tard que le ministère d’État émit des autorisations de visiter les tombes. Le cimetière fut pendant quelque temps surveillé par la SS et les familles n’étaient autorisées à y pénétrer qu’après s’être annoncées auprès du corps de garde au Pappelhof.
Les épouses des assassinés Römling et Liesegang, incapables de faire face plus longtemps à ces brimades, et craignant en particulier que leurs enfants leur fussent enlevés, s’enfuirent en Union soviétique, d’où elles déménagèrent plus tard, à la fin de la Seconde Guerre mondiale, vers Berlin-Est.
La famille Heinemann fut frappée plus durement encore, en raison de ce que l’assassiné, Kurt Heinemann, était juif. Avec son épouse, chrétienne, il eut quatre enfants, deux garçonnets et deux fillettes. En 1941, les garçons, alors âgés de 12 et 13 ans, furent déportés au camp de concentration d’Auschwitz-Birkenau, où ils furent gazés. Madame Heinemann et ses filles survécurent à la guerre.

## Les auteurs du crime
Il n’a pu être déterminé avec précision combien de personnes commirent les meurtres ou furent impliquées directement ou indirectement dans leur planification et leur mise à exécution. Ainsi demeure-t-il à ce jour inconnu quels étaient les quatre ou cinq individus qui descendirent de la voiture au Pappelhof et commirent les assassinats. Clairement établie, en revanche, est la participation indirecte du ministre-président et ministre de l’Intérieur NSDAP de l’État libre de Brunswick, Dietrich Klagges, ainsi que du ministre de la Justice et des Finances Friedrich Alpers.
Il est établi également qu’y étaient impliqués directement (p.ex. par les mauvais traitements infligés dans l’immeuble de l’AOK) les membres suivants de la SS :
- Albert Adler
- Peter Behrens (le secrétaire de Klagges)
- Reinhard Krügel
- Karl-Hermann Meyer
- Paul Szustak

Par ailleurs, une implication indirecte est bien établie pour les personnes suivantes au moins :
- Friedrich Jeckeln, l’instigateur, fut pendant la Seconde Guerre mondiale (avec, sur la fin, le grade de général de la Waffen-SS) soit activement impliqué dans des crimes de masse perpétrés dans les territoires occupés en Europe orientale, ― notamment à Babi Yar, Rovno, Dnipropetrovsk et dans le ghetto de Riga, ― soit responsable de leur planification et mise à exécution. À ce titre, il fut condamné à mort en 1946 par un tribunal militaire soviétique et exécuté par pendaison à Riga.
- Friedrich Alpers se suicida en 1944 alors qu’il était commandant d’un régiment de parachutistes en Belgique.
- Otto Gattermann, ancien membre de la SA, fut condamné à une peine de détention après la fin de la guerre.
- Kleist, ancien SS, probablement à l’origine de l’extorsion, par la torture, des « aveux » d’Alfred Staats, ne survécut pas à la guerre.

### Le procès d’après-guerre
Par voie de mandat d’arrêt du 16 avril 1946, les suspects du massacre de Rieseberg furent recherchés, et la cour d’assises de Brunswick engagea contre eux une procédure pénale en 1950. Les auteurs reconnus coupables furent condamnés à des peines d’emprisonnement entre 4 et 25 ans, mais bénéficièrent pour la plupart d’une libération conditionnelle après une brève incarcération. Klagges fut condamné à une peine de détention pour avoir donné son « consentement » (Billigung) aux assassinats.
Meyer, un des principaux impliqués, réussit à se soustraire aux autorités judiciaires, en menant une vie clandestine, sous un faux nom, dans le sud de l’Allemagne, où il ne put être localisé qu’en 1996. Il mourut avant que la procédure à son encontre ait pu être engagée.

## Commémorations

### Cartes commémoratives
Quelques semaines seulement après le crime, des cartes commémoratives, créées par le KPD, firent leur apparition sous la forme de photographies des tombes, et portant les noms en lettres manuscrites des dix assassinés (on ignorait alors l’existence d’un onzième tué). Ces cartes furent vendues sous le manteau et les recettes servirent à soutenir les proches des victimes.

### Exhumation et dépôt des urnes
Le 22 juillet 1953, pour répondre au vœu des proches des victimes, les corps furent exhumés et transférés à Brunswick en vue d’une autopsie. Le rapport d’autopsie, en plus de spécifier pour chacune des victimes la cause de la mort, permet de se faire une représentation des tourments dont ils firent l’objet avant leur mort : la plupart des victimes furent tuées par une balle dans la tête, mais plusieurs présentaient par ailleurs de graves lésions supplémentaires, tels que p.ex. de multiples fractures et des fractures du crâne. Chez deux des victimes, la cause de la mort ne put plus être déterminée.
Les investigations terminées, toutes les dépouilles furent incinérées le 21 août, puis, à l’exception d’une, transférées et déposées le 14 novembre 1953 dans le cimetière municipal de Brunswick, sur un site commémoratif dédié aux morts de Rieseberg. La population de la ville prit largement part à cette cérémonie. À la demande de son épouse, l’urne de Kurt Heinemann fut transférée et déposée à Schöningen, ville située à peu de distance de Brunswick.
Sur le lieu du crime, le domaine Pappelhof, devenu entre-temps propriété privée, se trouve apposée depuis 1959, à l’entrée du domaine, une plaque commémorative. En 1983, un autre monument mémorial fut érigé dans la localité de Rieseberg.

### Forum Rieseberg
Depuis les années 1950, l’association des syndicats allemands (Deutscher Gewerkschaftsbund, en abrégé DGB) organise à Brunswick une série de manifestations pour commémorer les assassinés de Rieseberg. Dans le même cadre, le DGB fonda en 1995 le « Forum de Rieseberg » (Rieseberg-Forum), que depuis lors plusieurs écoles de Brunswick concourent alternativement à organiser et à façonner. Les actes du forum de chaque année font ensuite l’objet d’une publication.